# Back to the Heavyweight Jam
Back To The Heavyweight Jam – szósty album Scootera wydany 27 września 1999 roku. Promuje go utwór „Faster Harder Scooter” oraz wydany na reedycji albumu Back To The Heavyweight Jam Fuck The Millenium Edition remix utworu „Fuck The Millenium”.

## Lista utworów
1. „Keyser Soze” – 1:12
2. „Watch Out” – 4:15
3. „Faster Harder Scooter” – 3:46
4. „Well Done, Peter” – 3:53
5. „Fuck The Millenium” – 4:14
6. „The Revolution” – 4:05
7. „Psycho” – 5:05
8. „The Learning Process” – 4:55
9. „I’ll Put On The Guest List” – 5:11
10. „Main Floor” – 5:35
11. „Kashmir” – 4:44
12. „No Release” – 6:16

## Notowania
| Kraj/Region | Pozycja | Status | Sprzedaż |
| ----------- | ------- | ------ | -------- |
| Węgry       | 1       |        |          |